# Le Breuil-en-Auge
Le Breuil-en-Auge is een gemeente in het Franse departement Calvados (regio Normandië). De plaats maakt deel uit van het arrondissement Lisieux. Le Breuil-en-Auge telde op 1 januari 2022 959 inwoners.

## Geografie
De oppervlakte van Le Breuil-en-Auge bedroeg op 1 januari 2022 9,39 vierkante kilometer; de bevolkingsdichtheid was toen 102,1 inwoners per km².
De onderstaande kaart toont de ligging van Le Breuil-en-Auge met de belangrijkste infrastructuur en aangrenzende gemeenten.

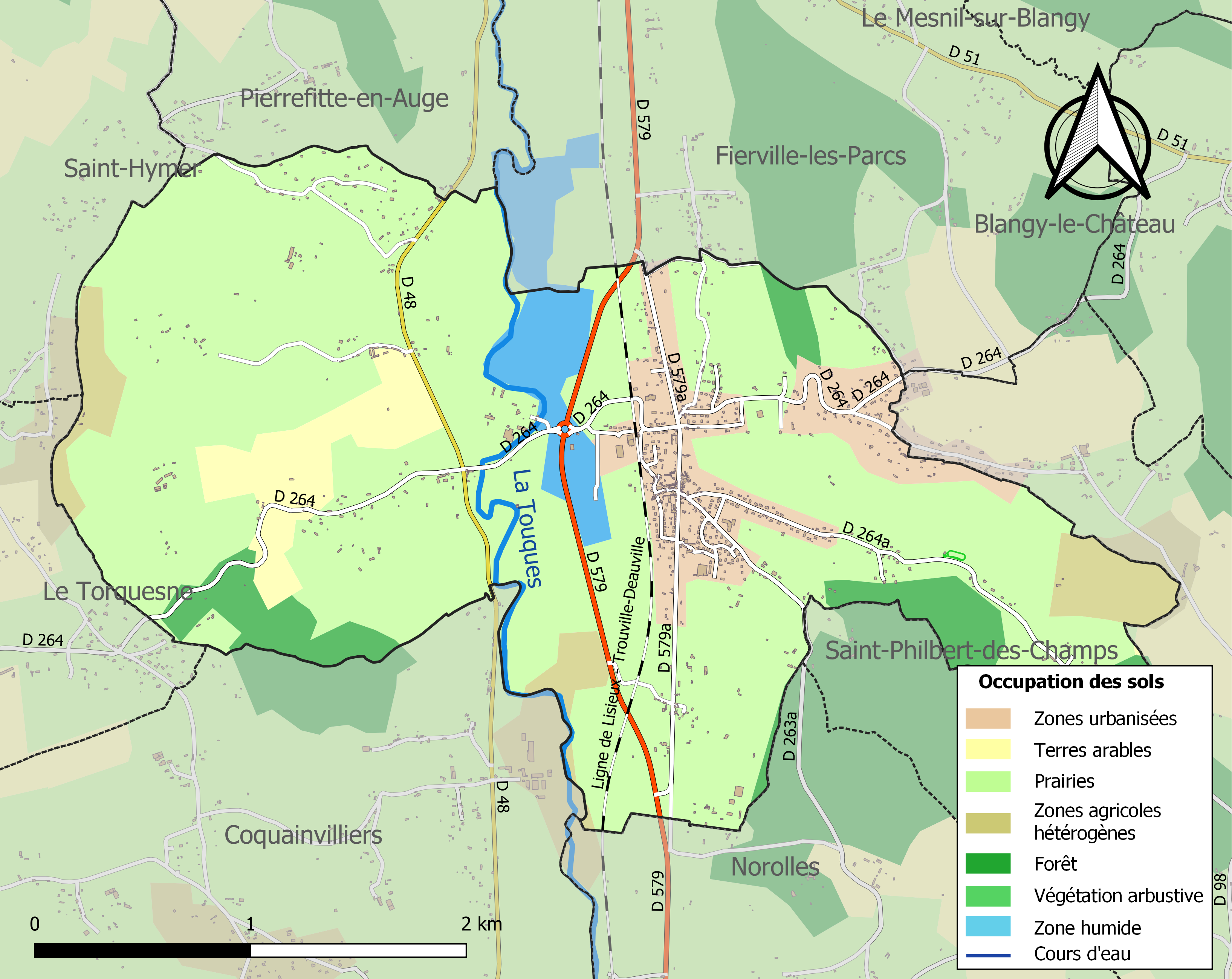

## Demografie
Onderstaande figuur toont het verloop van het inwonertal (bron: INSEE-tellingen).
Vanwege een beveiligingsprobleem met de MediaWiki Graph-software is het momenteel niet mogelijk deze grafiek weer te geven. Zodra de software is bijgewerkt zal de grafiek vanzelf weer zichtbaar worden.